# Fawn Lake Forest
Fawn Lake Forest es un lugar designado por el censo ubicado en el condado de Pike en el estado estadounidense de Pensilvania. En el año 2010 tenía una población de 755 habitantes y una densidad poblacional de 98 personas por km².

## Geografía
Fawn Lake Forest se encuentra ubicado en las coordenadas 41°30′57″N 75°3′15″O / 41.51583, -75.05417.. Según la Oficina del Censo de los Estados Unidos, Fawn Lake Forest tiene una superficie total de 2,98 mi² (7,7 km²), de la cual 2,55 mi² (6,6 km²) corresponden a tierra firme y 0,43 mi² (1,1 km²) es agua.